# Штюнцель
Штюнцель (нем. Stünzel) — поселение сельского типа в составе города Бад-Берлебург в районе Зиген-Виттгенштайн (земля Северный Рейн-Вестфалия, Германия). Населённый пункт был включён в состав Бад-Берлебурга после реформы местного самоуправления 1975 года.

## География

### Положение
Поселение расположено на юге Бад-Берлебурга на высоком плато с отметками 560-620 м абс. высоты. Через населённый пункт проходит сверхдальний маркированный пешеходный туристский маршрут E1 (мыс Нордкап — Средиземное море).

### Соседние населённые пункты
- Зассенхаузен — поселение Бад-Берлебурга на северо востоке
- Вайденхаузен — поселение Бад-Берлебурга на севере
- Хольцхаузен — поселение города Бад-Ласфе на юго-западе

## История

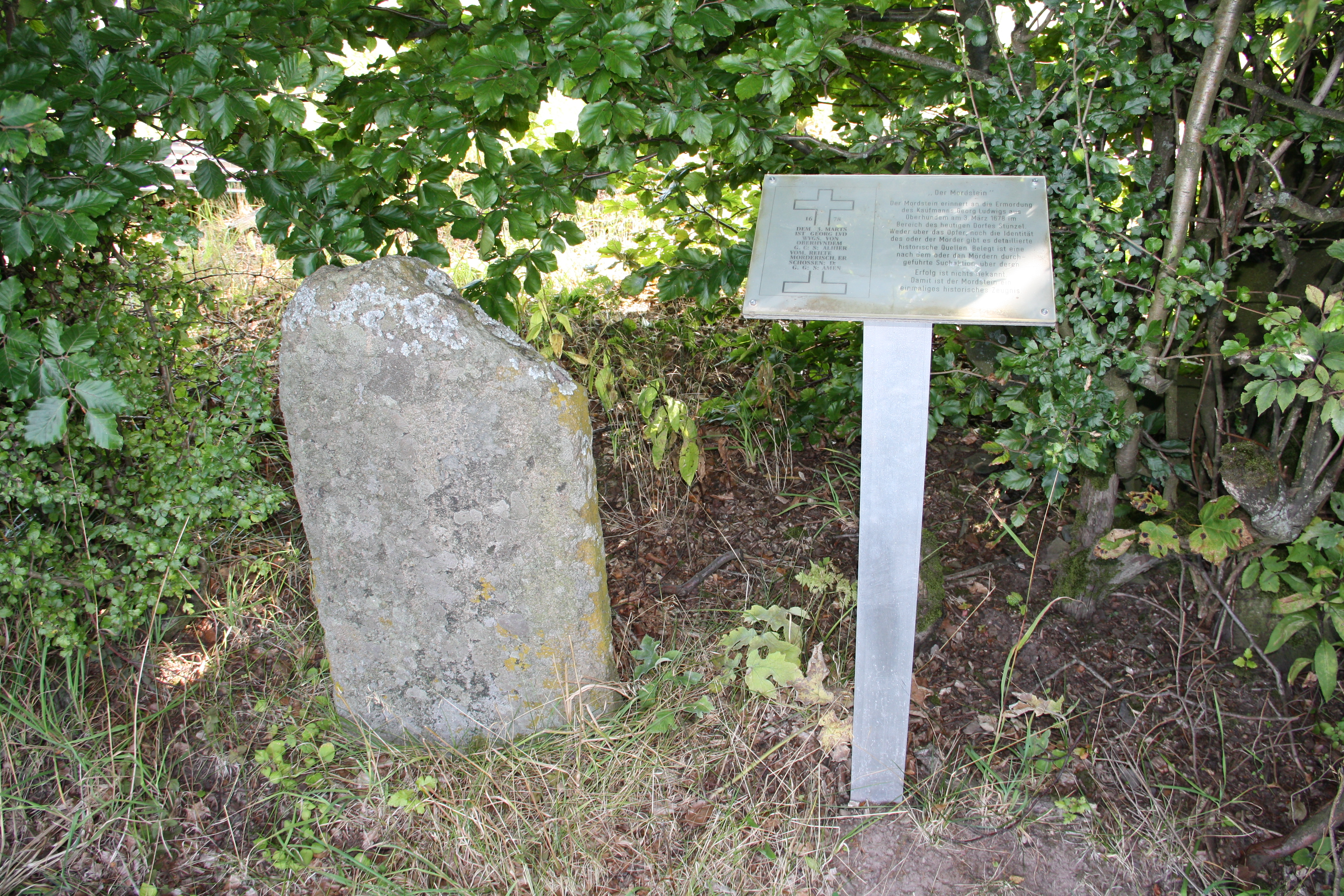
«Камень убийства» в Штюнцеле

Впервые это место упоминается в документе 25 ноября 1711 года. Тогда граф Генрих Альбрехт цу Сайн-Витгенштейн-Гогенштайн (1658–1723) дал разрешение на строительство трех сельских хозяйств недалеко от деревни Вайденхаузен. Эти усадьбы назывались каноническими, поскольку предусматривалась ежегодная выплата процентов (канона). В 1754 году было добавлено четвертое хозяйство. В начале XIX века здесь было уже десять усадеб с 90 жителями. Штюнцель принадлежал с 1819 года к управе,  а с 1845 г. к администрации Арфельда.
Около 1678 года на высокой тропе в районе Штюнцеля был установлен памятный камень, так называемый камень убийства, в память о преднамеренном убийстве возницы. В 1851 году в Штюнцеле в 21 доме проживали 151 житель.
1 января 1975 года община Штюнцеля была расформирована. Основная часть поселения отошла к Бад-Берлебургу, а 32 га, на которых в то время проживало 26 человек, перешли к общине Эрндтебрюкк.

### Динамика численности населения
| 1854 |    | 151 |
| 1900 |    | 80  |
| 1961 | 74 | 98  |
| 1970 | 66 | 94  |
| 1974 | 64 | 90  |
| 2011 | 66 |     |
| 2017 | 52 |     |
| 2021 | 56 |     |
| * С территорией, отошедшей в 1975 году к Эрндтебрюкку - Данные за 1961 год (6 июня) и 1970 год (27 мая) взяты по результатам переписи населения. - 1974, из 2011: - 2017 по состоянию на 31 декабря. 2021 по состоянию на 31 августа |    |     |

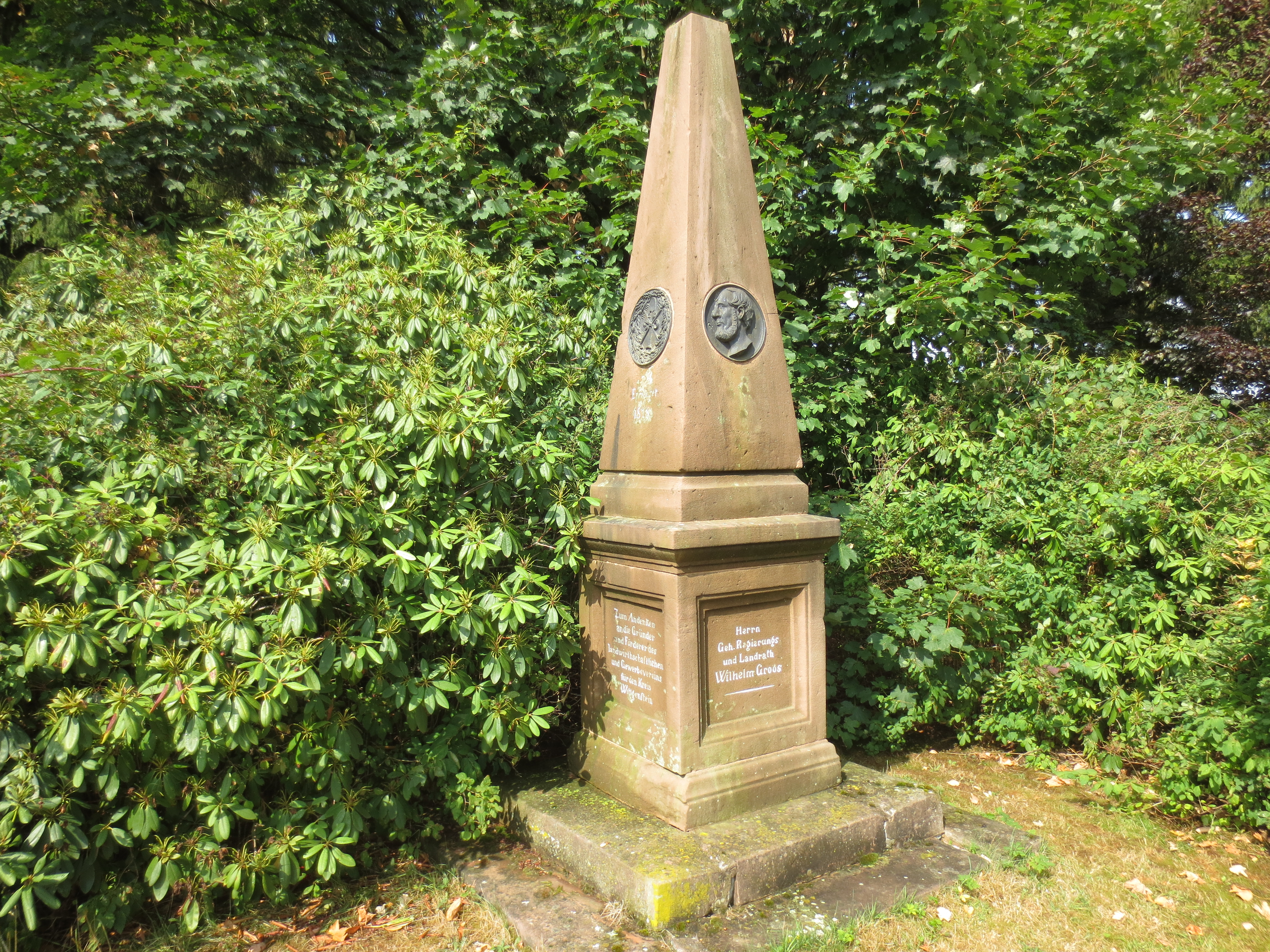
Памятник «Штюнцельфесту»

## Праздник Штюнцеля
Поселение Штюнцель известно ежегодной районной выставкой животных, более известной на региональном уровне как «Праздник Штюнцеля» (Штюнцельфест). Это мероприятие всегда проводится во вторую субботу июня и собирает более 10 000 посетителей. Организатор – Ассоциация сельскохозяйственных округов Виттгенштайна. Памятник над Вайденхаузеном на перекрестке Штюнцель указывает на эту ассоциацию, основанную в 1832 году и с тех пор занимающейся вопросами регионального сельского хозяйства. В 2007 году прошел 175-й «Штюнцельфест».